# شهرستان جیشی
شهرستان جیشی (به لاتین: Jixi County) یک منطقهٔ مسکونی در چین است که در شوانچنگ واقع شده‌است.